# Chorągiew tatarska Dawida Bykowskiego

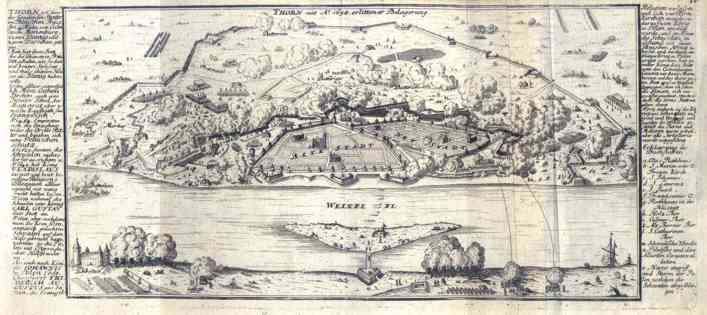
Mapa oblężenia Torunia w 1658.

Chorągiew tatarska Dawida Bykowskiego - chorągiew tatarska jazdy koronnej II połowy XVII wieku.
Rotmistrzem chorągwi był Dawid Bykowski.
Jej żołnierze brali udział w działaniach zbrojnych wojny polsko-szwedzkiej 1655–1660 (znanej bardziej jako potop szwedzki), m.in. w oblężeniu Torunia w 1658.
Wchodziła w skład pułku Sobieskiego w liczbie 120 koni.